# Zádub-Závišín
Zádub-Závišín es una localidad del distrito de Cheb en la región de Karlovy Vary, República Checa, con una población estimada a principio del año 2018 de 340 habitantes. 
Se encuentra ubicada al oeste de la región, cerca de la orilla del río Ohře —un afluente izquierdo del río Elba— y de la frontera con Alemania.